# Il romanzo di Mildred
Il romanzo di Mildred (Mildred Pierce) è un film noir del 1945 diretto da Michael Curtiz e tratto dal romanzo omonimo di James M. Cain.
Nel 1996 è stato scelto per la conservazione nel National Film Registry della Biblioteca del Congresso degli Stati Uniti.

## Trama

Joan Crawford in una scena

Mildred Pierce, al rientro nella sua casa in riva al mare, trova sua figlia Veda con due poliziotti, i quali la informano dell'omicidio del suo secondo marito Monty Beragon.
Mildred si reca così al commissariato ma, non appena arrivata, viene subito rimandata a casa poiché la polizia ha già individuato colui che potrebbe essere l'assassino: Albert, ovvero il primo marito di Mildred. I poliziotti accusano Albert pensando che abbia ucciso Monty per gelosia, ma Mildred dichiara che Albert non aveva mai ostacolato la nuova relazione e perciò non può essere lui ad aver ucciso Monty.
Mildred decide di raccontare ai poliziotti la sua esistenza, a partire dal giorno della separazione con Albert fino a quel momento. Si torna così a quattro anni prima. A quel tempo Mildred abita insieme ad Albert e alle figlie Veda e Kay in una casa più piccola e fa la casalinga. Suo marito è socio di un'agenzia immobiliare insieme a Wally Fay. Un giorno però l'agenzia inizia ad avere basse vendite e così Albert decide di rompere la società con Wally, licenziandosi dal lavoro. Non appena Albert torna a casa riceve una telefonata da una sua amica. Mildred capisce che Albert la sta tradendo e così gli dà l'ultimatum: o lei, o la sua amica. Albert preferisce l'amica e perciò viene mandato via di casa da Mildred.
Rimasta sola con le figlie per poter andare avanti Mildred va a lavorare. Trova impiego in un caffè - ristorante la cui titolare è Ida Corwin, di cui diventa grande amica. Dopo mesi e mesi di intenso lavoro, Mildred e Ida decidono di aprire un nuovo ristorante. Quando acquista il locale, Mildred fa conoscenza con il proprietario dell'edificio, ovvero il già nominato Monty Beragon, un ricco possidente di terreni.
Egli s'innamora subito di Mildred ed in seguito fa conoscenza con la figlia Veda, che inizia a sedurre. Intanto la piccola Kay muore per una forte polmonite e perciò Mildred riversa il proprio affetto su Veda; viziata, ingrata, snob e contraria al lavoro della madre. Inoltre anche l'influenza di Monty fa diventare quest'ultima ancora peggio. Quest'ultimo inoltre inizia a chiedere sempre più soldi a Mildred fino a rovinarla finanziariamente.
Senza dir niente alla madre, Veda sposa in seguito un suo caro amico che però non ama. Il matrimonio dura pochissimo e Veda, maligna e calcolatrice, fingendo di essere incinta, chiede un assegno ai genitori del marito. Ma dopo aver rivelato alla madre Mildred il suo vile tranello, viene cacciata di casa e per vivere trova lavoro come ballerina per mezzo di Wally in un suo locale. Pentita della propria severità Mildred, pur di far tornare la figlia, decise di sposare Monty e con lui si trasferisce in una casa più grande e lussuosa.
Veda così ritorna a casa, ma deve subire le continue attenzioni da parte di Monty. Si arriva così a poche ore prima dell'omicidio di Monty, il quale, per il compleanno di Veda, si è recato insieme a lei nella sua casa in riva al mare. Anche Mildred, dopo l'ennesima rovina finanziaria di Monty, si è recata nella casa con l'intenzione di uccidere il marito. Dichiara infatti ai poliziotti di essere stata lei ad uccidere Monty, ma nel frattempo essi scoprono che il vero assassino è Veda. Scoperta da Mildred mentre stava baciando Monty, Veda aveva chiesto alla madre di divorziare per poter sposare lei stessa Monty. Dopo che Mildred si era allontanata, Monty aveva detto a Veda che non l'avrebbe mai sposata, mandandola su tutte le furie. Veda aveva preso la pistola e lo aveva ucciso. La polizia così arresta Veda e Mildred torna con Albert, il suo primo marito.

## Differenze tra il libro e il film
- Nel libro Mildred apre tre ristoranti, nel film cinque.
- Nel libro non c'è l'omicidio di Monty.
- Nel libro Veda è una cantante.
- Nel film si eliminano tutti i riferimenti alla Grande depressione e all'era del Proibizionismo.
- Nel film non appare il personaggio di Lucy Gessler, la fidata amica di Mildred e un elemento chiave nel libro.
- Nel libro Veda non va in prigione.
- Nel libro Mildred ha una relazione con Wally Burgan, nel film no.

## Premi e riconoscimenti
- 1946 - Premio Oscar
  - Miglior attrice protagonista a Joan Crawford
  - Candidatura Miglior film a Jerry Wald
  - Candidatura Migliore attrice non protagonista a Eve Arden
  - Candidatura Migliore attrice non protagonista a Ann Blyth
  - Candidatura Migliore sceneggiatura non originale a Ranald MacDougall
  - Candidatura Miglior fotografia in bianco e nero a Ernest Haller
- 1945 - National Board of Review
  - Miglior attrice (Joan Crawford)

## Curiosità
- Il film è particolare perché, a differenza di molti altri film americani dello stesso periodo, non presenta una narrativa lineare. Mildred Pierce fonde due generi cinematografici: il film noir e il melodramma.
- Quattro anni dopo Joan Crawford reciterà di nuovo a fianco di Zachary Scott in Viale Flamingo (1949).